# Melnitsa
Pour les articles homonymes, voir Melnitsa (homonymie).
Melnitsa est un groupe de folk rock russe. Il est formé en 1999 par Natalia O'Shea (chanteuse principale, surnommée Hellawes) et Alexey Sapkov (Chus) à partir d'un groupe précédent nommé Till Eulenspiegel.

## Biographie
Le groupe (en russe : Мельница, qui signifie « moulin ») est formé en 1999 par d'anciens membres du groupe Till Eulenspiegel (Тиль Уленшпигель) qui, à cette époque, se sera dissous. Les affiches du premier concert de Melnitsa, tenu le 29 octobre, présentaient encore le nom de Til Ulenspiegel, une erreur pour laquelle Helavisa s'est excusé auprès du public. Leur premier album, Дорога сна, publié en 2003, fait participer l'ingénieur-son Ruslan Komlyakov, et ancien leader de Till Eulenspiegel.
Le groupe se popularise en 2005 grâce au morceau Нашему радио et au hit Чартова дюжина. Ces morceaux atteignent les classements musicaux russes. Durant la même année 2005, des changements surviennent dans la formation. Plusieurs membres quittent le groupe et forment le groupe Silves. Mais en décembre, Melnitsa compte quatre nouveaux membres, dont deux qui ont joué dans le groupe NetSlov. Puis vient une deuxième chanteuse, Alevtina Leontieva, qui participe à l'enregistrement de l'album Зов Крови (2006). Alevtina quitte le groupe en 2007. 
En 2009, Melnitsa enregistre un nouvel album, Дикие Травы. Dans la même année, un best-of intitulé Мельница: Лучшие песни est publié. En parallèle à Melnitsa, Helavisa joue longtemps en solo en tant qu'amateure. Son premier album solo « officiel », Леопард в городе, est publié en 2009. En 2011, le groupe sort un single intitulé Рождественские песни, qui comprenait deux nouvelles chansons — Береги себя et Овечка. Le single est publié en édition limitée pour les visiteurs des concerts de Noël du groupe ; il ne sera plus disponible à la vente, ni réimprimé.
Le 28 avril 2012 sort leur cinquième album, Ангелофрения. Le même jour, Melnitsa joue son nouvel album à Moscou, au club Arena. Ils publient aussi un DVD live intitulé Диких трав et le coffret Знак четырёх - une réédition des quatre premiers albums du groupe. En bonus, Знак четырёх inclut les chansons Береги себя et Овечка. En novembre, le premier clip du groupe, et un deuxième DVD live enregistré à Ijevsk le 25 novembre 2012, sont tournés.
Le 11 janvier 2013, le groupe publie un EP spécial Noël, Радость моя, qui comprend cinq chansons. Le 26 septembre 2014 sort le premier album live officiel du groupe Ангелофрения Live, qui comprend 16 chansons jouées et issues de l'album Ангелофрения au club Arena Moscou le 28 avril 2012. Le 25 octobre 2014, un concert anniversaire est organisé à Moscou, dédié à la quinzième année du groupe, et la naissance de la fille du violoncelliste Alexei Orlov.
Le 9 octobre 2015 sort l'album Алхимия. Le 3 septembre 2016, à l'anniversaire de Helavisa, le groupe publie une vidéo du morceau Прощай du dernier album. Le 15 octobre 2016 assiste à la sortie du nouvel album Химера, conceptuellement lié à son prédécesseur. En 2017, le groupe réédite ses deux premiers albums, Дорога сна et Перевал.

## Membres

### Membres actuels
- Natalia « Hellawes » O'Shea – chant
- Sergey Vyshnyakov– guitare, chant
- Dmitry Kargin – flute
- Alexey Kozhanov – basse
- Dmitry Frolov – batterie

### Anciens membres
- Alevtina Leontyeva – chant
- Natalia Filatova – flute
- Evgeny Chesalov – basse
- Inessa Klubochkina – violon
- Natalia Kotlova - violoncelle
- Alexander Leer – batterie
- Alexander « Grendel » Stepanov – guitare
- Alexey « Chus » Sapkov – guitare, chant
- Sergey Zaslavsky – flute
- Alexey Orlov – violoncelle

## Discographie
- 2003 : Дорога сна (Doroga sna)
- 2004 : Master of the Mill (mini-CD)
- 2005 : Перевал (Pereval)
- 2006 : Зов Крови (Zov Krovi)
- 2009 : Дикие Травы (Dikie Travy)
- 2011 : Рождественские песни (Rozhdestvenskie pesni)
- 2012 : Ангелофрения (Angelofreniya)
- 2013 : Радость моя (Radost moya) (EP)
- 2014 : Ангелофрения Live (Angelofreniya Live)
- 2015 : Алхимия (Alhimiya)
- 2019 : "2.0 (Vintage Sessions)"
- 2021 : "Манускрипт"